# Mojesjön
Mojesjön är en sjö i Gagnefs kommun i Dalarna och ingår i Dalälvens huvudavrinningsområde. Sjön har en area på 0,443 kvadratkilometer och ligger 176 meter över havet.

## Delavrinningsområde
Mojesjön ingår i delavrinningsområde (672105-146157) som SMHI kallar för Mynnar i Dalälvens vattendragsyta. Medelhöjden är 208 meter över havet och ytan är 10,35 kvadratkilometer. Det finns inga avrinningsområden uppströms utan avrinningsområdet är högsta punkten. Vattendraget som avvattnar avrinningsområdet har biflödesordning 2, vilket innebär att vattnet flödar genom totalt 2 vattendrag innan det når havet efter 241 kilometer. Avrinningsområdet består mestadels av skog (56 procent), öppen mark (12 procent) och jordbruk (15 procent). Avrinningsområdet har 0,45 kvadratkilometer vattenytor vilket ger det en sjöprocent på 4,3 procent. Bebyggelsen i området täcker en yta av 0,43 kvadratkilometer eller 4 procent av avrinningsområdet.